# Tennis ai Giochi della XXVII Olimpiade
Le gare di tennis dei Giochi della XXVII Olimpiade si sono svolte tra il 19 ed il 28 settembre 2000 al Sydney Tennis Centre. Sono stati assegnati 4 set di medaglie nelle seguenti specialità:
- singolare maschile
- singolare femminile
- doppio maschile
- doppio femminile

## Calendario
| Uomini |  |  |  |  |  |  |  | Doppio 3°/4°    | Doppio 1°/2° Singolare 3°/4° | Singolare 1°/2° | 4 |
| Donne  |  |  |  |  |  |  |  | Singolare 3°/4° | Singolare 1°/2° Doppio 3°/4° | Doppio 1°/2°    | 4 |
| Totale |  |  |  |  |  |  |  |                 | 2                            | 2               | 4 |

|  | Qualificazioni |  | FINALI |

## Podi

### Uomini
| Evento                        | Oro                                   | Argento                                  | Bronzo                            |
| Singolare maschile (dettagli) | Evgenij Kafel'nikov                   | Tommy Haas                               | Arnaud Di Pasquale                |
| Doppio maschile (dettagli)    | Canada Sébastien Lareau Daniel Nestor | Australia Todd Woodbridge Mark Woodforde | Spagna Àlex Corretja Albert Costa |

### Donne
| Evento                         | Oro                                        | Argento                                    | Bronzo                                 |
| Singolare femminile (dettagli) | Venus Williams                             | Elena Dement'eva                           | Monica Seles                           |
| Doppio femminile (dettagli)    | Stati Uniti Serena Williams Venus Williams | Paesi Bassi Kristie Boogert Miriam Oremans | Belgio Els Callens Dominique Van Roost |

## Medagliere
| Posizione | Paese       |   |   |   | Totale |
| --------- | ----------- | - | - | - | ------ |
| 1         | Stati Uniti | 2 | 0 | 1 | 3      |
| 2         | Russia      | 1 | 1 | 0 | 2      |
| 3         | Canada      | 1 | 0 | 0 | 1      |
| 4         | Australia   | 0 | 1 | 0 | 1      |
| 4         | Germania    | 0 | 1 | 0 | 1      |
| 4         | Paesi Bassi | 0 | 1 | 0 | 1      |
| 7         | Belgio      | 0 | 0 | 1 | 1      |
| 7         | Francia     | 0 | 0 | 1 | 1      |
| 7         | Spagna      | 0 | 0 | 1 | 1      |
| Totale    | Totale      | 4 | 4 | 4 | 12     |